# Montague Island

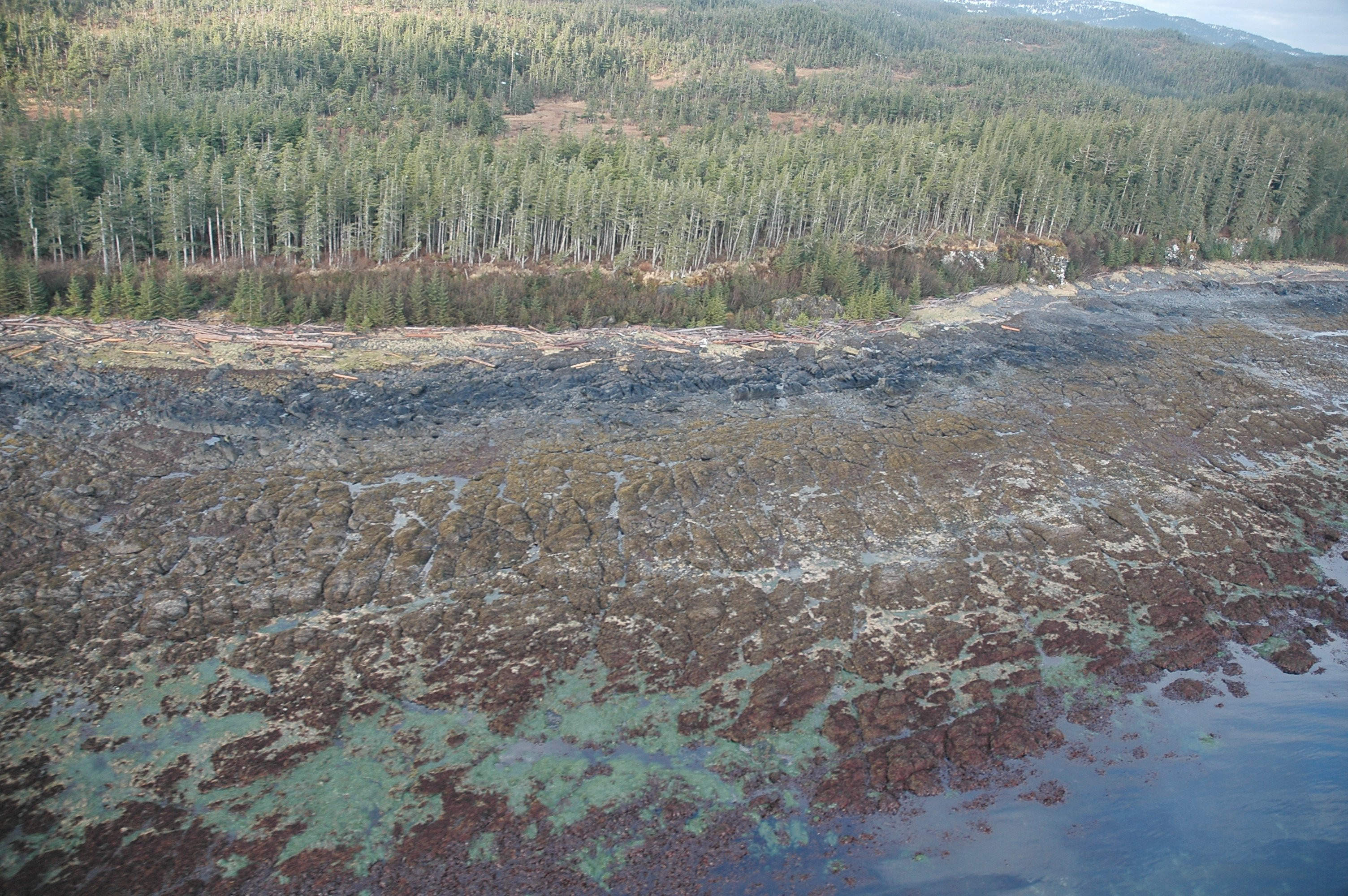
Erosionsformen an der Küste von Montague Island, 2010

Montague Island (Sugpiaq: Suklluurniilnguq) ist eine zu Alaska gehörende Insel im Golf von Alaska, die den Prinz-William-Sund vom Rest des Golfs trennt. Mit einer Fläche von 791 km² war sie bis 2010, als die Küstenwachenstation auf Attu Island verlassen wurde, die größte unbewohnte Insel  der Vereinigten Staaten sowie Platz 26 insgesamt.

## Geografie
Lang und schmal, misst Montague Island in Südwest-Nordost-Richtung 81 km und in Nordwest-Südost-Richtung zwischen 6,8 und 20 km. Sieben größere Buchten sorgen für ins Meer ragende Halbinseln. Die Zaikof Bay im Nordosten ist 11 km lang, die Rocky Bay direkt nördlich davon 5 km. Die Patton Bay an der Südwestküste ragt ebenfalls 5 km in die Insel hinein, Henning Bay auf der gegenüberliegenden Seite etwa 3 km. Es gibt einige kleinere vorgelagerte Inseln, die bei Weitem größte ist Wooded Island mit 1,3 km².
Montague Island bildet den südwestlichen Abschluss des Prinz-William-Sunds. Im Nordwesten trennt eine Meerenge sie von Latouche Island, Knight Island und Green Island, bis zur Kenai-Halbinsel sind es 30 km. Dazwischen liegt Evans Island mit der Ortschaft Chenega. Im Osten liegt die große Hitchinbrook Island 11 km entfernt, die nächstgelegene Kleinstadt Cordova liegt dahinter und ist 70 km von Montague Island entfernt. Im Norden sind es maximal 78 km bis zum Festland. 78 km südöstlich liegt Middleton Island.
Die Insel ist gebirgig und mit Nadelwald bedeckt. Teile des Inselinneren sind vergletschert, die maximale Höhe beträgt 914 m. Der größte See ist der Stump Lake mit etwa 0,63 km². Administrativ gehört Montague Island zur Valdez-Cordova Census Area, sie ist Teil des Chugach National Forest. Es gibt einige Hütten an verschiedenen Orten auf der Insel.

## Geschichte
Sie wurde am 18. Mai 1778 von James Cook nach seinem Unterstützer John Montagu, 4. Earl of Sandwich benannt. Die Spanier nannten die Insel Ende des 18. Jahrhunderts Isle de Quiros. Die Kaiserlich Russische Marine unter Gawriil Andrejewitsch Sarytschew überlieferte den Eskimonamen der Insel 1826 als „Zukli“ (остров Цукли).
In der Sportfischerei der Region, insbesondere in Seward, ist Montague Island als „Land der Giganten“ bekannt, weil hier häufig besonders große Fische gefangen wurden. Auf Montague Island wurden 2000 60 Braunbären gezählt, deren Zahl sich nach starker Bejagung in den 1970ern und frühen 80ern wieder etwas erholt hatte. Zwischen 1995 und 2000 wurden nur zwei Bären erlegt. Die Population ist genetisch isoliert, jedoch wurden einige Bären vom Festland auf der Insel ausgesetzt und womöglich schwimmen Bären gelegentlich von Hitchinbrook Island nach Montague.
Beim Karfreitagsbeben 1964 wurde die Insel am Cape Cleare um 10 Meter angehoben, was die größte durch das Erdbeben verursachte Hebung an Land darstellte. Dies zog starke Veränderungen der Küstenlinie nach sich. Die Spontanhebungen auf und um Montague Island sind von besonderem geologischem Interesse und werden weiterhin untersucht.
Infolge des Tohoku-Erdbebens in Japan 2011 wurden aufgrund von Strömungen und Wind große Mengen an Müll an die Küsten von Montague Island geschwemmt. Im Mai 2012 begann eine von der Marine Conservation Alliance initiierte groß angelegte Reinigungsaktion, die mindestens bis 2016 andauerte.
Am 22. September 1962 stürzte eine Martin P5M Marlin der United States Navy nahe der Südspitze der Insel ab. Alle 10 Insassen kamen ums Leben. Eine Cessna-172 verunglückte am 27. November 2018 beim Starten auf Montague Island, die beiden Insassen wurden per Helikopter von der Alaska Air National Guard gerettet. Im Juni 2019 wurde ein 66-jähriger Mann von der Insel gerettet, dessen Boot drei Tage zuvor vor der Küste gesunken war. Am 6. Juli 2022 stürzte ein Flugzeug auf Montague Island ab, die beiden Insassen überlebten und konnten von der Küstenwache per Hubschrauber gerettet werden.